# 中峯信号所
中峯信号所（なかみねしんごうじょ）は、埼玉県所沢市山口にあった西武鉄道山口線の信号場である。

## 概要
軽便規格当時の山口線「おとぎ電車」の信号場である。2箇所存在した信号場のうち、当信号場は山口線の前身である西武園遊園地（現・西武園ゆうえんち）の遊戯施設「おとぎ線」の開業当初から設置されたものであった。
島式ホームを有する1面2線の構造であり、さらに線路端に詰所があるなど、一見すると駅の様相を呈していたが、旅客の乗降は取り扱わずに列車交換ならびに通票の交換のみが行われた。前述詰所は通票交換を担当する係員のために設置されたものである。
山口線の新交通システム転換に際して、1985年（昭和60年）4月に廃止となった。なお、新交通システム転換後の山口線においては、当信号場の東側に相当する場所に列車交換のための信号場である東中峯信号場が新設された。

## 歴史
- 1950年（昭和25年）8月1日：西武園遊園地の遊戯施設「おとぎ線」の信号所として開設。
- 1952年（昭和27年）7月15日：「おとぎ線」の地方鉄道転換ならびに「山口線」への改称に伴い、山口線の信号場となる。
- 1984年（昭和59年）5月14日：新交通システム転換工事のため休止。
- 1985年（昭和60年）4月25日：新交通システム転換に伴い休止のまま廃止。

## 廃止後の状況
当信号所跡地は新交通システム転換に際して新設された「中峯変電所」の敷地に転用され、名称も引き継がれる形となった。同変電所は道路に面していて簡単に近づけるほか、現路線からもわずかであるが望むことが可能である。
周辺の廃線跡は大半が現路線の路盤に転用されており、当信号所周辺がほぼ唯一廃線跡であることが明確となる部分である。当信号所からユネスコ村駅方面には当時から沿線にあった桜並木が残され、現路線からも遠く望むことができる。しかしその他の部分については当初緑地として整備されていたものの、現在は深い藪と木々に覆われて荒廃が進行している。

## 隣の駅
西武鉄道
■山口線（軽便鉄道時代）
遊園地前駅 - （中峯信号所）- （山口信号所） - ユネスコ村駅